# Neustädter See
Neustädter See este o arie protejată (arie specială de conservare — SAC, sit de importanță comunitară — SCI) din Germania întinsă pe o suprafață de 154 ha, integral pe uscat.

## Localizare
Centrul sitului Neustädter See este situat la coordonatele 53°23′40″N 11°34′01″E / 53.3944°N 11.5669°E.

## Înființare
Situl Neustädter See a fost declarat sit de importanță comunitară în aprilie 2004 pentru a proteja 1 specie de animale. Situl a fost protejat și ca arie specială de conservare în ianuarie 2010.

## Biodiversitate
Situată în ecoregiunea continentală, aria protejată conține 1 habitat natural: Ape stătătoare oligotrofe până la mezotrofe, cu vegetație de Littorelletea uniflorae și/sau de Isoëto-Nanojuncetea.
La baza desemnării sitului se află o specie protejată de  mamifere: vidră de râu (Lutra lutra)